# ستيفن روزنباوم
ستيفن روزنباوم (بالإنجليزية: Stephen Rosenbaum)‏ هو مهندس أمريكي، ولد في 26 أكتوبر 1965 في تاكوما في الولايات المتحدة.

## وصلات خارجية
- ستيفن روزنباوم على موقع IMDb (الإنجليزية)
- ستيفن روزنباوم على موقع قاعدة بيانات الفيلم (الإنجليزية)